# مادر (پنسیلوانیا)
مادر (به انگلیسی: Mather) یک منطقهٔ مسکونی در ایالات متحده آمریکا است که در شهرستان گرین، پنسیلوانیا واقع شده‌است. مادر ۲٫۳ کیلومتر مربع مساحت و ۷۳۷ نفر جمعیت دارد و ۲۹۸٫۱ متر بالاتر از سطح دریا واقع شده‌است.